# 马敬铮
马敬铮（1920年—？），男，河南安阳人，中华人民共和国政治人物，曾任山东省公安厅副厅长，安徽省公安厅厅长，中共安徽省委常委，安徽省革命委员会副主任。